# Więzadło poprzeczne kolana
Więzadło poprzeczne kolana (łac. ligamentum transversum genus) – w anatomii człowieka jedno z więzadeł stawu kolanowego. Przyczepia się do najbardziej do przodu wysuniętych elementów łąkotek. Jego funkcją jest stabilizacja łąkotek podczas ruchów obrotowych w stawie kolanowym na zewnątrz.